# La Piedrita
La Piedrita es un colectivo fundado en la parroquia 23 de enero, en Municipio Libertador de Caracas, Venezuela. Ha sido señalado como uno de los colectivos más influyentes y violentos de Venezuela. La Piedrita afirma que defenderá la revolución bolivariana "a toda costa".

## Historia

### Fundación
La Piedrita fue fundada en septiembre de 1985 por Carlos Ramírez y Valentín Santana. El colectivo fue fundado para combatir la violencia en el barrio 23 de enero, y muchos de los miembros de la familia de Santana se unieron en los años siguientes.

### Venezuela bolivariana
La Piedrita se organizó formalmente cuando se estaban estableciendo los Círculos Bolivarianos en Venezuela y desde entonces, ha sido descrito como un colectivo que es uno de "los más violentos e influyentes del país". Incluso algunos magistrado del Tribunal Supremo de Justicia de Venezuela son partidarios o simpatizan con el colectivo.
Lina Ron llegó a encabezar el colectivo, quien en el momento de su liderazgo afirmó que miles de Círculos Bolivarianos, como el suyo, estaban "armados hasta los dientes". Supuestamente, Ron había hecho conexiones con Diosdado Cabello en 2002, y según informes, Cabello era partidario clave de Ron. Además, supuestamente Cabello había mediado entre los colectivos de La Piedrita y los Tupamaros cuando entraron en conflicto conflicto en 2010.

## Actividades
El colectivo controla una estación de radio, así como una clínica que una vez estuvo a cargo de médicos cubanos, aunque se fueron debido a la crisis en Venezuela. También administran huertas y granjas comunitarias. Sin embargo, el colectivo es más reconocido por sus acciones violentas.  También se han denunciado llamadas de extorsión realizadas por supuestos miembros del Colectivo, las cuáles ofrecen "protección" para los afectados

### Violencia política
Los miembros de La Piedrita son descritas como "las tropa de choque del régimen Chavista" y a menudo reprimió violentamente la disidencia política en Venezuela para apoyar al gobierno bolivariano. Esta violencia política incluyó ataques a manifestantes y miembros de los medios. A pesar de ser buscado por múltiples homicidios en Venezuela, el fundador del colectivo, Valentín Santana, ha gozado de impunidad y ha sido visto con altos funcionarios del gobierno venezolano, incluido el comandante de la Guardia Nacional Bolivariana, el general Fabio Zavarse.